# Angular
Angular（アンギュラー）は、GoogleのAngularチームと個人や企業のコミュニティによって開発されているTypeScriptベースのオープンソースのフロントエンドWebアプリケーションフレームワークである。

## 概要
AngularJSにはパフォーマンス面と機能の分かり易さについて多くの欠点があったため、AngularJSを構築した開発チームが1年かけて1からコードを書き直した。一部の機能や名称は引き継がれているが、基本的に別のフレームワークである。
Angularはコンポーネントベースのアーキテクチャを採用している。すべてのAngularアプリケーションには、ルートコンポーネントと呼ばれる少なくとも1つのコンポーネントがある。各コンポーネントには、ビジネスロジックの処理を担当する関連クラスと、ビューレイヤを表すテンプレートがある。複数のコンポーネントを積み重ねてモジュールを作成することができ、各モジュールはそれ自体で機能単位を形成する。

## 特徴
Angularには、以下のような特徴がある。

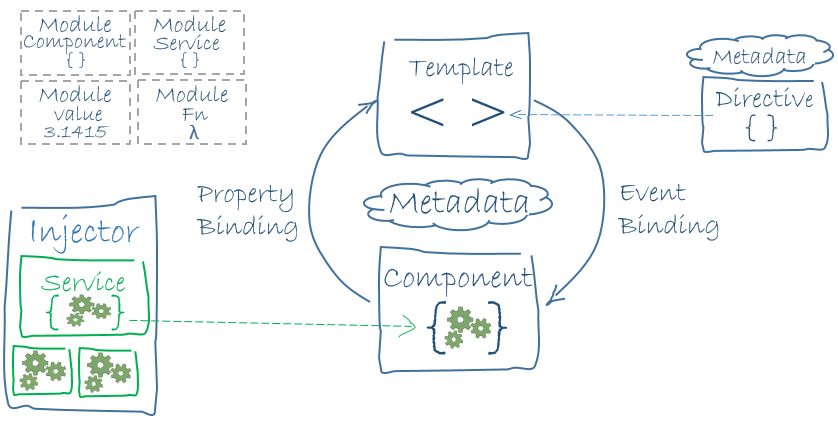
Angularアプリケーションのアーキテクチャ

- シングルページアプリケーション（SPA）の開発に向いている。
- フルスタックフレームワークであり、単独でフロントエンド開発に必要な機能が一通り揃っている。
- コンポーネント指向アーキテクチャである。

## AngularとAngularJSの違い
AngularとAngularJSは、以下の点が異なる。
- AngularにはScopeやコントローラーという概念が無い。代わりに、コンポーネントベースのアーキテクチャを使用する。
- 推奨される開発言語がJavaScriptからTypeScriptに変更された。
- データバインド等の文法が変更できる。
- フィルター（Filters）はパイプ（Pipes）に変更された[4]。機能はほぼ同じである。

## 名称について
2012年6月にリリースされたバージョン1は「Angular 1」や「AngularJS」と呼ばれており、その後、2016年9月にリリースされたバージョン2は「Angular v2」または「Angular 2+」と呼ばれていた。ただし、後述の通りバージョンリリースサイクルが早いため、バージョン2以降は単に「Angular」と呼ばれるようになった。

## バージョンおよびリリースサイクル
Angularは半年ごとにメジャーリリースを行う。
| バージョン  | 発表日         | 新機能 |
| ----------- | -------------- | --- |
| Angular 19  | 2024年11月19日 | Angularのディレクティブ、コンポーネント、パイプはデフォルトでスタンドアロンになりました。 |
| Angular 18  | 2024年5月22日  | 実験的なゾーンレス変更検出のサポートとサーバーサイドレンダリングの改善。 |
| Angular 17  | 2023年11月8日  | スタンドアロンは、Angular モジュール (NgModule)、制御フローの新しい構文、およびドキュメント Web サイトを必要とせずに、CLI (アプリケーション ビルダー) の新しいデフォルトになりました。                                                                          |
| Angular 16  | 2023年5月3日   | Angular Universal サーバーサイドレンダリングの部分的なハイドレーション、実験的な Jest サポート、開発サーバー用の esbuildベースのビルド システム。 |
| Angular 15  | 2022年11月18日 | スタンドアロン API、ディレクティブ構成 API。 |
| Angular 14  | 2022年6月2日   | Angular CDK (コンポーネント開発キット) の型付きフォーム、スタンドアロン コンポーネント、および新しいプリミティブ。 Angularルネッサンスはv14のリリースから始まりました。                                                                                         |
| Angular 13  | 2021年11月4日  | 非推奨の View Engine レンダラーを削除しました。 |
| Angular 12  | 2021年5月12日  | Internet Explorer 11 のサポートは廃止されました。 |
| Angular 11  | 2020年11月11日 | 実験的なWebpack 5のサポート |
| Angular 10  | 2020年6月24日  | 新しい日付範囲ピッカー (Material UI ライブラリ)。 |
| Angular 9   | 2020年2月6日   | ビルド時間の改善、AOT をデフォルトで有効化 |
| Angular 8   | 2019年5月28日  | すべてのアプリケーション コードの差分読み込み、遅延ルートの動的インポート、Web ワーカー、TypeScript 3.4 のサポート、およびオプトイン プレビューとしての Angular Ivy。                                                                                           |
| Angular 7   | 2018年10月18日 | アプリケーション パフォーマンス、Angular Material & CDK、仮想スクロール、選択のアクセシビリティの向上に関する更新。カスタム要素の Web 標準を使用したコンテンツ プロジェクションのサポート、および Typescript 3.1、RxJS 6.3、Node.js 10 に関する依存関係の更新。 |
| Angular 6   | 2018年5月4日   | 実験的なカスタム要素のサポート、ng update コマンドの追加。 |
| Angular 5   | 2017年11月1日  | プログレッシブウェブアプリ、ビルドオプティマイザー、マテリアルデザインに関連する改善のサポート。 |
| Angular 4.3 | 2017年7月18日  | HTTP リクエスト、条件付きアニメーションの無効化、ガードとリゾルバーの新しいルーター、ライフサイクルイベントを作成するためのHttpClient。マイナーリリースであるため、破壊的変更は含まれておらず、Angular 4.x.x の代替としてそのまま使用できます。                 |
| Angular 4   | 2017年3月23日  | ngIf と ngFor を追加しました。Angular 2 と互換性があります。 |
| Angular 2   | 2016年9月14日  | 初回リリース |

### 今後のリリース
各バージョンは、以前のリリースと下位互換性があると期待されている。 Googleは、年2回のアップグレードを行うことを約束した。

### サポート方針とスケジュール
すべてのメジャーリリースは18か月間サポートされている。 これは6か月間の積極的なサポートで構成され、その間に定期的にスケジュールされたアップデートとパッチがリリースされる。 その後12ヶ月の長期サポート（LTS）が続き、その間は重要な修正とセキュリティパッチのみがリリースされる。